# جامع عادلة خاتون
جامع عادلة خاتون هو من مساجد بغداد التاريخية القديمة، يقع في جانب الرصافة من مدينة بغداد قرب جسر الصرافية في حي العيواضية (حي الأطباء حالياً)، وكان موقع هذا الجامع قرب جسر الشهداء (المأمون سابقا)؛ شيد وبني على نفقة السيدة عادلة خاتون بنت أحمد شاه زوجة سليمان ابو ليلة حاكم بغداد سنة 1163هـ، في عهد دولة مماليك العراق، ثم هدم وأعيد بناؤه في عام 1382هـ/ 1962م، وذلك عندما وسعت الحكومة الشارع فهدم مبنى الجامع القديم وبنيت دائرة الأوقاف بدلاً منهُ جامع آخر في المكان الحالي قرب جسر الصرافية، وكان الجامع يسمى بجامع عادلة خاتون الصغير وقد سمي الجامع الحالي أيضا باسمه السابق، وذلك للتفريق بينه وبين جامع العادلية الذي أسسته وبنته السيدة عادلة خاتون أيضا. وللمسجد مصلى حرم واسع يتسع لأكثر من 500 مصل، وهو مبني من الطابوق الأصفر والطابوق الكاشاني الأزرق كتب في أعلى الباب (مسجد السيدة عادلة بنت أحمد باشا جددته مديرية الأوقاف العامة سنة 1382هـ/1962م)، كما يوجد باب آخر صغير بالجانب الشمالي الشرقي كتب في أعلاه بالطابوق الكاشاني ما نصه (جامع عادلة خاتون 1382هـ/ 1967م).
تبلغ مساحة الجامع 1,500 متر مربع (16,000 قدم2)، وعند الولوج إلى الجامع من الباب الرئيسية نجد ساحة كبيرة لهذا الجامع في نهايتها يقع مصلى حرم الجامع وأمام الحرم طارمة مسقفة تقوم على ستة أعمدة من الكونكريت المدورة وتعلوها الأقواس والزخرفة، وفي أعلاها كتب بالطابوق الكاشاني بشكل بديع الآيات القرآنية: ﴿الْخَبِيثَاتُ لِلْخَبِيثِينَ وَالْخَبِيثُونَ لِلْخَبِيثَاتِ وَالطَّيِّبَاتُ لِلطَّيِّبِينَ وَالطَّيِّبُونَ لِلطَّيِّبَاتِ أُولَئِكَ مُبَرَّءُونَ مِمَّا يَقُولُونَ لَهُمْ مَغْفِرَةٌ وَرِزْقٌ كَرِيمٌ ۝٢٦ يَا أَيُّهَا الَّذِينَ آمَنُوا لَا تَدْخُلُوا بُيُوتًا غَيْرَ بُيُوتِكُمْ حَتَّى تَسْتَأْنِسُوا وَتُسَلِّمُوا عَلَى أَهْلِهَا ذَلِكُمْ خَيْرٌ لَكُمْ لَعَلَّكُمْ تَذَكَّرُونَ ۝٢٧ فَإِنْ لَمْ تَجِدُوا فِيهَا أَحَدًا فَلَا تَدْخُلُوهَا حَتَّى يُؤْذَنَ لَكُمْ وَإِنْ قِيلَ لَكُمُ ارْجِعُوا فَارْجِعُوا هُوَ أَزْكَى لَكُمْ وَاللَّهُ بِمَا تَعْمَلُونَ عَلِيمٌ ۝٢٨ لَيْسَ عَلَيْكُمْ جُنَاحٌ أَنْ تَدْخُلُوا بُيُوتًا غَيْرَ مَسْكُونَةٍ فِيهَا مَتَاعٌ لَكُمْ وَاللَّهُ يَعْلَمُ مَا تُبْدُونَ وَمَا تَكْتُمُونَ ۝٢٩﴾ [النور:26–29]؛ ويبلغ عرض الطارمة خمسة أمتار وطولها عشرون متراً وبجوار الطارمة المصلى الصيفي وهو مربع الشكل حيث تبلغ مساحته 400 متر مربع (4,300 قدم2)، ويتوسط الطارمة محراب بديع الشكل مبني من الطابوق الأصفر والكاشي الكربلائي الأزرق كتب في أعلاه الآية القرآنية: ﴿قَدْ أَفْلَحَ الْمُؤْمِنُونَ ۝١ الَّذِينَ هُمْ فِي صَلَاتِهِمْ خَاشِعُونَ ۝٢﴾ [المؤمنون:1–2]؛ أما مصلى الحرم فهو مستطيل الشكل يبلغ عرضه أحد عشر مترا وطوله ثمانية عشر متراً تحيطه النوافذ، ومفروش بالسجاد العراقي وفي وسط الحرم أربعة أعمدة من الكونكريت تقوم فوقها قبة حرم الجامع وهي ليست بالكبيرة لكنها غلفت بالطابوق الكاشاني البديع وتقوم بجوارها منارة مئذنة ارتفاعها نحو 20 متر (66 قدم). أما محراب الحرم فهو مبني من الطابوق الأصفر والكاشي الكربلائي الأزرق وكتب في أعلاه الآية القرآنية: ﴿قَدْ نَرَى تَقَلُّبَ وَجْهِكَ فِي السَّمَاءِ فَلَنُوَلِّيَنَّكَ قِبْلَةً تَرْضَاهَا﴾ [البقرة:144] وهي بخط الخطاط هاشم محمد البغدادي. وله منبر من خشب الصاج والطارمة والمصلى الصيفي مرتفعان على ساحة الجامع نحو نصف متر وتقع بالجهة الشرقية من الحرم غرفة للإمام والخطيب أمامها حديقة جميلة وبالجهة الغربية من الحرم توجد ثلاث غرف، ويحتوي المبنى على مقر جمعية الآداب الإسلامية، وبالقرب منها حديقة أخرى.
ولقد تعرض المسجد لأعمال تخريب بسبب الفتنة الطائفية وتدمرت اجزاء من الجامع من قبل المليشيات الطائفية بعد تفجير ضريح العسكريين 2006 من قبل جماعة من المسلحين، وأدى ذلك إلى إغلاقه، ثم أفتتح من قبل الأوقاف عام 2007م، وتقام في الجامع حالياً صلاة الجمعة والصلوات الخمس ويدار الجامع من قبل ديوان الوقف السني في العراق.